# Компарсита (танго)
Компарсита (на испански: La Cumparsita) е танго, написано през 1916 г. от уругвайския музикант Херардо Ернан Матос Родригес, с текст на Паскуал Контурси и Енрике Педро Марони. То е сред най-известните и разпознаваеми танга на всички времена. Роберто Фирпо, ръководител и пианист на оркестъра, който свири песента за първи път, добавя части от своето танго „Ла гауча Мануела“ и „Курда комплета“ към карнавалния марш на Матос („Ла компарсита“), в резултат на което се получава Компарситата, която днес знаем. Компарсита за първи път се свири пред публика в старото кафене „Ла Хиралда“ в Монтевидео. Музеят на тангото в Монтевидео се намира при това историческо място.
Заглавието се превежда като малък парад, а първата версия е мелодия без текст. По-късно Матос Родригес издава версия с текст. Въпреки това, най-популярната версия на песента е придружена от текста на Паскуал Контурси, известен като „Si supieras“ (Ако знаеше).